# Bodsjötjärnen (Hammerdals socken, Jämtland)
Bodsjötjärnen är en sjö i Strömsunds kommun i Jämtland och ingår i Ångermanälvens huvudavrinningsområde.